# Pamonha
La pamonha est un mets brésilien délicat, courant dans les États du Nord-Est et également à Goiás, Mato Grosso, Minas Gerais, Paraná, São Paulo et Tocantins. Elle est probablement issue de la cuisine indigène.

## Étymologie
Le nom pamonha vient du mot tupi pa'muñã, qui signifie « collant ». Dans le livre O dialeto caipira, d'Amadeu Amaral, il est fait référence à la fois à la pamonha et au curau. Populairement, au Brésil, on appelle pamonha quelqu'un qui est paresseux, lent, ou un abruti.

## Préparation
La méthode générique de préparation de la pamonha, commune à de nombreuses recettes, est la suivante : le maïs vert est râpé et, à la masse obtenue, on mélange du lait (ou du lait de coco), du sel (ou du sucre), du beurre, de la cannelle et du fenouil. Cette pâte est placée dans des tubes fabriqués à partir de la feuille de maïs elle-même (ou d'une feuille de bananier), attachés aux extrémités. Les pamonha sont cuites jusqu'à ce que leur pâte atteigne une consistance ferme et molle.
Au centre-ouest brésilien, il y a la pamonha salée, appelée pamonha de sal, avec une garniture de viande ou de saucisses comme les linguiças, et la pamonha sucrée, qui prend du fromage comme les minas comme garniture. Dans le Nord-est brésilien, la pamonha est cuite jusqu'à ce que sa pâte atteigne une consistance ferme et molle.
Dans le Nord-est brésilien, la pamonha est préparée avec du lait de coco. Dans d'autres régions, il peut s'agir d'un gâteau de maïs qui, après avoir été préparé, est enveloppé dans des feuilles de bananier et qui, au moment d'être servi, est dissous dans de l'eau et du sucre, ce qui lui vaut le nom de garapa de pamonha. On l'appelle aussi garapa de pamonha. 

## Pamonhasde Piracicaba
Les pamonhas sont devenues célèbres dans la ville de Piracicaba, où l'on trouve une grande production de cet aliment.